# Amédée Bourgeois
Pour les personnes ayant le même patronyme, voir Bourgeois.
Amédée Bourgeois, né le 10 décembre 1798 à Paris où il est mort et mort le 9 mars 1837, est un peintre et dessinateur français.
Il est spécialisé dans les peintures d'histoire, les scènes mythologiques et les paysages.

## Biographie

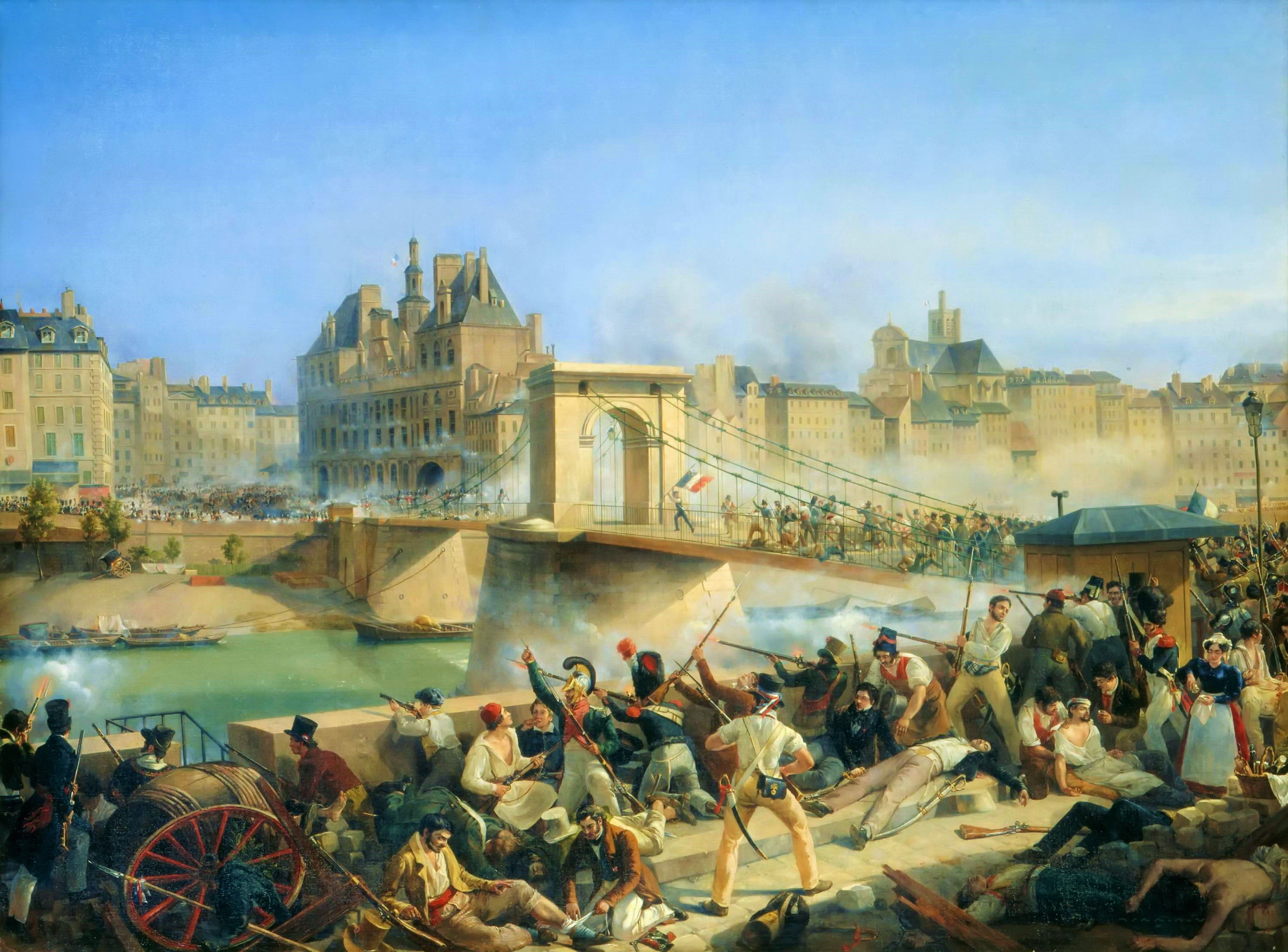
Prise de l'Hôtel de Ville : le pont d'Arcole. 28 juillet 1830 (1830), Versailles, musée de l'Histoire de France.

Né à Paris le 10 décembre 1798 (20 frimaire an VII), Amédée Bourgeois est le fils du peintre et graveur Constant Bourgeois (1767-1841). Il est aussi son élève et apprend auprès de son père l'art de Jacques-Louis David. Il étudie ensuite avec le baron Gros et avec Jean-Baptiste Regnault,,.
Amédée Bourgeois obtient le second prix de Rome en paysage historique en 1821, sur le sujet L'Enlèvement de Proserpine,, avec une œuvre intitulée Proserpine enlevée par Pluton. Il part alors pour la villa Médicis. Il exécute des paysages de Rome, de la Campanie autour de Naples et des scènes historiques qu'il envoie au Salon, à partir de 1822. 
Il expose notamment L'Enlèvement de Proserpine (1821) ; Œdipe et Laïus ou Meurtre de Laïus par son fils Œdipe (1822) ; plusieurs paysages du royaume de Naples (1824) ; Jacob et Laban (1827) ; Vue de la basilique de Saint-Pierre ; Vue des bords du Tibre ; Vue de la ferme de Crescenza ; Vue du Lac Nemi ; Vue prise du couvent de Grotta Ferrata,. Plusieurs de ses œuvres sont achetées par la Société des amis des arts, d'autres par la duchesse de Berry ou pour le musée des Beaux-Arts de Lyon. 
Il remporte en 1827 la médaille d'or selon Charles Gabet, une médaille de deuxième classe selon Bénézit. On lui doit également Prise de l'Hôtel de Ville : le pont d'Arcole. 28 juillet 1830 (1830), conservé à Versailles au musée de l'Histoire de France, ainsi que des lithographies.
Il meurt à Paris le 9 mars 1837,.

## Style
Ses compositions de paysages et de villes sont jugées fort équilibrées, et influencées par l'art italien, mais avec des « frémissements de liberté », et une aspiration au naturalisme. Il se dégage ainsi du style néo-classique et n'hésite pas à ménager au premier plan de grands espaces de couleur claire,.

## Œuvres dans les collections publiques
Les musées de Versailles, Lille, Lyon, Angers et Hyères conservent certaines de ses œuvres,.
- Angers, musée des Beaux-Arts :
  - Intérieur de la cour du théâtre Argentina à Rome, aquarelle[10] ;
  - Intérieur d'église, dessin ;
  - Une église dans un paysage, dessin[11].
- Hyères, musée municipal[1].
- Lille, palais des Beaux-Arts : La Villa d'Este, vers 1822-1825, mine de plomb[1].
- Lyon, musée des Beaux-Arts :
  - Vue du Colisée, 1826, huile sur toile[12] ;
  - Vue de Saint-Pierre de Rome[1].
- Versailles :
  - musée de l'Histoire de France : Prise de l'Hôtel de Ville, le pont d'Arcole, 28 juillet 1830, 1830, huile sur toile[7].
  - musée Lambinet : Le Pont, dessin[13].